# Du Fu
Du Fu (kineski:杜甫, pinyin: Dù Fǔ, Wade-Giles: Tu⁴ Fu³; Duling kod mjesta Chang´an 712. – Leiyang 770.) bio je jedan od najznačnijih pjesnika kineske Dinastije Tang.
Njegove pjesme izražavale su protest protiv politike. Opisivao je socijalnu nepravdu, glad i kaos sa stajališta običnog građanina. Vrijeme zbivanja u njegovim pjesmama uvijek je prikazano kao da je riječ o par stotina godina u nazad.
Prvi pokušaji da položi ispit za službenika nisi bili uspješni. Nakon što je ipak izvanredno položio ispit dobio je visoki položaj pod carom Suzongom. Kasnije je poslan u grad Huazhou kao predstavnik za znanje. Njegov politički uspjeh kratko je trajao, uglavnom dok je bio živ car Suzong. Nakon smrti cara još se intenzivnije bavio pisanjem pjesama.
Danas je poznato 1400 njegovih pjesama.
Du Fu je jako utjecao na japanske pjesnike i to uglavnom na pjesnika Macuo Bašo.